# Len Lye
Leonard Charles Huia Lye dit Len Lye est un écrivain, sculpteur et réalisateur de films d'animation avant-gardistes et expérimentaux néo-zélandais, né le 5 juillet 1901 à Christchurch, en Nouvelle-Zélande, et mort le 15 mai 1980 à Warwick, New York, aux États-Unis.

## Biographie
Len Lye né le 5 juillet 1901 à Christchurch, dans la région de Canterbury, en Nouvelle-Zélande. 
Il est l'un des pionniers de la création de films en couleur dans les années 1930. Il utilise la technique de Bela Gaspar, le gasparcolor (it), où la caméra était équipée d'un miroir semi-réfléchissant qui divisait le spectre en trois images monochromes, qui une fois recombinées, formaient une image en couleur.
Il est aussi l'auteur de films créés sans caméra par grattage sur pellicule, dont l'un des plus fameux est Free Radicals. À de nombreuses reprises, il entreprit d'utiliser des instruments chirurgicaux, des pinceaux, des crayons, etc. pour créer des formes et des textures sur de la pellicule.
Il est aussi un écrivain reconnu, et un sculpteur remarquable pour ses œuvres cinétiques.
Il meurt le 15 mai 1980 à Warwick, dans l'État de New York aux États-Unis,.

## Œuvre

### Réalisateur
- 1929 : Tusalava
- 1933 : Peanut Vendor (Animation expérimentale)
- 1935 : Kaleidoscope
- 1935 : A Colour Box
- 1936 : Rainbow Dance
- 1936 : The Birth of the Robot
- 1937 : Trade Tattoo
- 1937 : Full Fathom Five
- 1937 : Colour Flight
- 1938 : North or Northwest
- 1940 : Swinging the Lambeth Walk
- 1940 : Musical Poster Number One
- 1941 : When the Pie Was Opened
- 1942 : Kill or Be Killed
- 1952 : Colour Cry
- 1957 : Rhythm
- 1958 : Tal Farlow
- 1958 : Free Radicals
- 1966 : Particles in Space

### Scénariste
- 1940 : Musical Poster Number One

### Producteur
- 1936 : The Birth of the Robot